# Cattedrale di Santa Maria e Sant'Anna (Cork)
La cattedrale di Santa Maria e Sant'Anna (in inglese: Cathedral of St Mary and St Anne) è la cattedrale cattolica di Cork, in Irlanda, e sede della diocesi di Cork e Ross.

## Storia
La Cattedrale di Cork è stata edificata nel 1808 in stile neogotico, nel 1820 ha subito gravi danni a causa di un incendio. Il restauro è stato effettuato da George Richard Pain nel 1818.
Nel 1964 il complesso della cattedrale chiesa è stato ingrandito ed è stata edificata la torre, che raggiunge un'altezza di 80 metri. Contestualmente gli interni sono stati riorganizzati. Nel 1996 si sono resi nuovamente necessari importanti opere di riparazione e lavori di restauro: la torre è stata completamente ristrutturata, il tetto ricostruito ed il soffitto gotico riparato.